# Rio dos Patos (vattendrag i Brasilien, Goiás, lat -14,86, long -48,76)
Rio dos Patos är ett vattendrag i Brasilien.   Det ligger i delstaten Goiás, i den centrala delen av landet, 140 km nordväst om huvudstaden Brasília.
Omgivningen kring Rio dos Patos är huvudsakligen savann. Området är nästan obefolkat, med mindre än två invånare per kvadratkilometer.